# Werth (Stolberg)
Werth is een plaats in de Duitse gemeente Stolberg, deelstaat Noordrijn-Westfalen, en telt 1000 inwoners (2005).